# توماس بيرجمان
توماس بيرجمان (بالألمانية: Thomas Bergmann)‏ (20 سبتمبر 1989 في النمسا - ) هو لاعب كرة قدم نمساوي في مركز الدفاع. لعب مع أوستريا فيينا ورابيد فيينا ونادي رييد ونادي واكر إنسبروك.

## وصلات خارجية
- توماس بيرجمان على موقع قاعدة بيانات كرة القدم.إي يو (الإنجليزية)
- توماس بيرجمان على موقع Soccerway.com (الإنجليزية)
- توماس بيرجمان على موقع عالم كرة القدم.نت (الإنجليزية)